# Championnat d'Anguilla de football 2015-2016
Navigation
Édition précédente
La saison 2015-2016 du Championnat d'Anguilla de football est la dix-septième édition de la AFA Senior Male League, le championnat de première division à Anguilla. Les cinq meilleures équipes de l'île sont regroupées au sein d’une poule unique.
Les Roaring Lions sont le tenant du titre. Les Salsa Ballers décrochent leur premier championnat, en terminant premier, trois points devant le Diamond FC.
Cette saison est unique dans la mesure où les deux clubs les plus titrés du championnat, les Roaring Lions et Kicks United décident de ne pas prendre part à cette édition 2015-2016. En effet, Kicks United se retire le 22 octobre en protestation contre le mauvais traitement qui lui est infligé par la Fédération d'Anguilla de football. De leur côté, les Roaring Lions déplorent la piètre qualité du championnat national et la stagnation observée de celui-ci depuis plusieurs années, ne permettant pas un développement des joueurs locaux.

## Les équipes participantes
| \| The Valley : ALHCS Spartan Attackers FC Diamond FC The Valley Doc's United Salsa Ballers \| Localisation des équipes engagées. |
| The Valley : ALHCS Spartan Attackers FC Diamond FC The Valley Doc's United Salsa Ballers                                          |

| Club          | Ville       | Stade               |
| ------------- | ----------- | ------------------- |
| ALHCS Spartan | The Valley  | JRW Park            |
| Attackers FC  | The Valley  | Ronald Webster Park |
| Diamond FC    | The Valley  | JRW Park            |
| Doc's United  | George Hill | Ronald Webster Park |
| Salsa Ballers | George Hill |                     |

## Compétition
Le barème utilisé pour établir le classement est le suivant :
- Victoire : 3 points
- Match nul : 1 point
- Défaite : 0 point

### Classement
| Rang | Équipe        | Pts | J | G | N | P | Bp | Bc | Diff |
| ---- | ------------- | --- | - | - | - | - | -- | -- | ---- |
| 1    | Salsa Ballers | 19  | 8 | 6 | 1 | 1 | 30 | 5  | +25  |
| 2    | Diamond FC    | 16  | 8 | 5 | 1 | 2 | 21 | 7  | +14  |
| 3    | Attackers FC  | 13  | 8 | 4 | 1 | 3 | 20 | 15 | +5   |
| 4    | ALHCS Spartan | 10  | 8 | 3 | 1 | 4 | 17 | 17 | 0    |
| 5    | Doc's United  | 0   | 8 | 0 | 0 | 8 | 3  | 47 | -44  |

|  | Champion |

## Bilan de la saison
| Championnat d'Anguilla de football 2015-2016 |                           |
| Champion                                     | Salsa Ballers (1er titre) |
| Dauphin                                      | Diamond FC                |
| Coupes et trophées                           |                           |
| Vainqueur de la Coupe d'Anguilla 2015-2016   | Attackers FC              |
| Qualifications continentales                 |                           |
| CFU Club Championship 2017                   | Aucun inscrit             |